# Liga Nacional de Nueva Zelanda 1996
La Liga Nacional de Nueva Zelanda 1996 fue la vigesimoséptima edición de la antigua primera división del país y primera edición del formato de la National Summer League. A partir de este año, los equipos participantes comenzaron a ser definidos por la Asociación de Fútbol de Nueva Zelanda sobre la base de la estabilidad económica, sin ascensos y descensos. El sistema de puntajes convencional fue alterado para entregar cuatro puntos por victoria, además que en caso de partidos empatados se procedía a una tanda de penales para conseguir un punto extra. El torneo lo ganó el Waitakere City, siendo su cuarto título en el campeonato.

## Equipos participantes
| Equipo             | Ciudad       | Liga            |
| ------------------ | ------------ | --------------- |
| Central United     | Auckland     | Northern League |
| Mount Maunganui    | Tauranga     | Northern League |
| North Shore United | Auckland     | Northern League |
| Waikato United     | Hamilton     | Northern League |
| Waitakere City FC  | Waitakere    | Northern League |
| Miramar Rangers    | Wellington   | Central League  |
| Napier City Rovers | Napier       | Central League  |
| Nelson Suburbs     | Nelson       | Central League  |
| Wellington United  | Wellington   | Central League  |
| Woolston WMC       | Christchurch | Southern League |

## Fase regular
| Pos | Equipo             | PJ | G  | E | P  | GF | GC | Dif | Pts |
| --- | ------------------ | -- | -- | - | -- | -- | -- | --- | --- |
| 1   | Miramar Rangers    | 18 | 11 | 2 | 5  | 45 | 29 | 16  | 46  |
| 2   | Waitakere City FC  | 18 | 10 | 3 | 5  | 48 | 32 | 16  | 45  |
| 3   | North Shore United | 18 | 9  | 5 | 4  | 37 | 28 | 9   | 44  |
| 4   | Wellington United  | 18 | 9  | 4 | 5  | 38 | 27 | 11  | 43  |
| 5   | Napier City Rovers | 18 | 9  | 4 | 5  | 45 | 28 | 17  | 42  |
| 6   | Central United     | 18 | 8  | 5 | 5  | 33 | 23 | 10  | 41  |
| 7   | Nelson Suburbs     | 18 | 8  | 2 | 8  | 35 | 46 | -11 | 34  |
| 8   | Waikato United     | 18 | 5  | 1 | 12 | 30 | 44 | -14 | 21  |
| 9   | Mount Maunganui    | 18 | 3  | 2 | 13 | 21 | 45 | -24 | 15  |
| 10  | Woolston WMC       | 18 | 3  | 2 | 13 | 25 | 55 | -30 | 14  |

## Playoffs

### Semifinales
| 5 de mayo de 1996 | Miramar Rangers | 0:1 | Waitakere City | -, Wellington |  |
|                   |                 |     | Gray           |               |  |

| 5 de mayo de 1996 | North Shore United | 0:0 (t. s.)(9:8 p.) | Wellington United | -, North Shore |  |

### Final preliminar
| 12 de mayo de 1996 | Miramar Rangers   | 2:0 | North Shore United | -, Wellington |  |
|                    | Elliott · McGarry |     |                    |               |  |

### Final
| 5 de mayo de 1996 | Waitakere City                           | 5:2 | Miramar Rangers | Bill McKinlay Park, Auckland |  |
|                   | McClennan · Jorgensen · Harlock · Elrick |     | McGarry         |                              |  |

| Bandera de Nueva Zelanda         |
| Campeón Waitakere City 4º título |